# 1371 Resi
1371 Resi је астероид чија средња удаљеност од Сунца износи 3,209 астрономских јединица (АЈ).
Апсолутна магнитуда астероида је 11,4 а геометријски албедо 0,054.